# Isacco Leyb Peretz
Isaac Leyb Peretz (in yiddish יצחק־לייבוש פרץ‎?, Yitskhok Leybush Perets; in polacco Icchok Lejbusz Perec; Zamość, 18 maggio 1852 – Varsavia, 3 aprile 1915) è stato uno scrittore polacco autore di racconti brevi e drammi in lingua yiddish.
È considerato, insieme a Mendele Moicher Sforim e a Sholem Aleichem, uno dei tre grandi classici della letteratura yiddish. Tra i tre, fu l'unico ad avere un contatto così stretto con la lingua e la letteratura polacca, al punto da poter tradurre lui stesso alcune delle sue opere in quella lingua, e, nel caso ad esempio del racconto L'anima, aggiungere addirittura un finale non presente nella versione in yiddish. Scrisse anche in ebraico e fu un vero poliglotta avendo una perfetta conoscenza del russo, del tedesco e del francese.
Nonostante questa sua grande apertura verso il mondo letterario europeo, o forse proprio in virtù di essa, Peretz non fu mai (se si esclude una breve parentesi giovanile) un rivoluzionario universalista e rimase piuttosto freddo rispetto alle tesi più radicali del movimento dell'Illuminismo ebraico (la cosiddetta Haskalah), e soprattutto del socialismo internazionalista e dell'allora nascente movimento operaio. Più che all'abbattimento delle classi e al radicalismo sociale, Peretz mirava al riscatto di quelle classi povere, ed emarginate legate agli chassidim, con l'obiettivo però non di eliminarle, livellando socialmente e culturalmente le loro differenze, ma al contrario di dar loro pari dignità in una società multiculturale, dove proprio quelle differenze potessero essere considerate un valore più che un ostacolo all'integrazione. 
Questo suo forte legame con la tradizione ebraica e il suo rispetto per i valori di quella tradizione, spesso così controversi in una società in evoluzione, fanno di lui un rappresentante emblematico di quel mondo yiddish così ricco e variegato nel quadro culturale dell'Europa orientale dell'epoca, che verrà annientato qualche decennio dopo la sua morte proprio da quei radicalismi sociali e politici che hanno caratterizzato il Novecento.

## Biografia
Nato nello shtetl di Zamość e cresciuto alla maniera ebraico-ortodossa, Peretz cominciò a quindici anni a seguire le idee secolari della Haskalah. Contemporaneamente, cominciò a prendere le distanze dall'ambiente ortodosso e a leggere la letteratura secolare in francese, tedesco, russo e polacco. Per accontentare sua madre, rinunciò a trasferirsi a Jytomyr dove voleva frequentare una scuola rabbinica riformata e rimase invece a Zamość, dove sposò Sara, la figlia di Gabriel Judah Lichtenfeld.
Tra le varie attività che intraprese in questo periodo, curiosa è la collaborazione con il suocero nello scrivere poesie e ballate popolari in ebraico. Nel 1878 divorziò tuttavia dalla prima moglie e sposò in seconde nozze Hélène Ringelblum. Vinto in questo stesso periodo un concorso da avvocato, esercitò questa professione per una decina d'anni fino alla revoca della sua autorizzazione da parte delle autorità russe per il suo sospettato nazionalismo polacco. Da quel momento in poi, stabilitosi a Varsavia, si mantenne grazie ad un modesto impiego nella comunità ebraica locale. A Varsavia lanciò la rivista Hazomir, l'Usignolo, che divenne un polo culturale importante della Varsavia yiddish d'inizio secolo e nel 1888 pubblicò sempre in yiddish la sua prima opera, La ballata di Monish, in una raccolta edita da Sholem Aleichem.
Le sue storie, le ballate folkloristiche e i suoi drammi, per quanto infarciti di critica sociale vicina per certi aspetti ai movimenti operai dell'epoca, sono come abbiamo visto legate anche ai valori della tradizione ebraica e all'idea che il progresso è soprattutto emancipazione più che rivoluzione. In questo Peretz si trovò in una posizione marginale rispetto agli intellettuali ebrei suoi contemporanei, che si erano schierati con entusiasmo con la rivoluzione russa del 1905. Il motivo di queste sue riserve abbiamo già visto come fosse legato agli eccessi di questa rivoluzione, perpetrati contro gli ebrei stessi attraverso i pogrom. Questo fenomeno così violento metteva in risalto quanto la peculiarità ebraica mal si conciliasse con il radicalismo di un certo ideale universalista della rivoluzione.
A questo proposito, i suoi due drammi principali, Die goldene keyt (La catena d'oro), e Bay nakht oyfn altn mark (Di notte al mercato vecchio), che Peretz rielaborò varie volte nel corso degli anni, danno una chiara idea, nella loro travagliata genesi, del tentativo da parte dello stesso Peretz di trovare una soluzione al perenne dissidio tra la diversità ebraica e la sua necessità di evoluzione e di riscatto da una parte, e il radicalismo sociale imperante dall'altra.
Morì il 3 aprile 1915 stroncato da un infarto. 
Tra le sue tante novelle e storie brevi vale la pena ricordare le Storie popolari (1903/1904) e le storie Chassidiche (1908).
In italiano sono disponibili solo traduzioni di alcuni brevi racconti (vedi bibliografia). Totalmente inediti in italiano sono i suoi drammi e tutti i suoi altri scritti.